# Powolniak

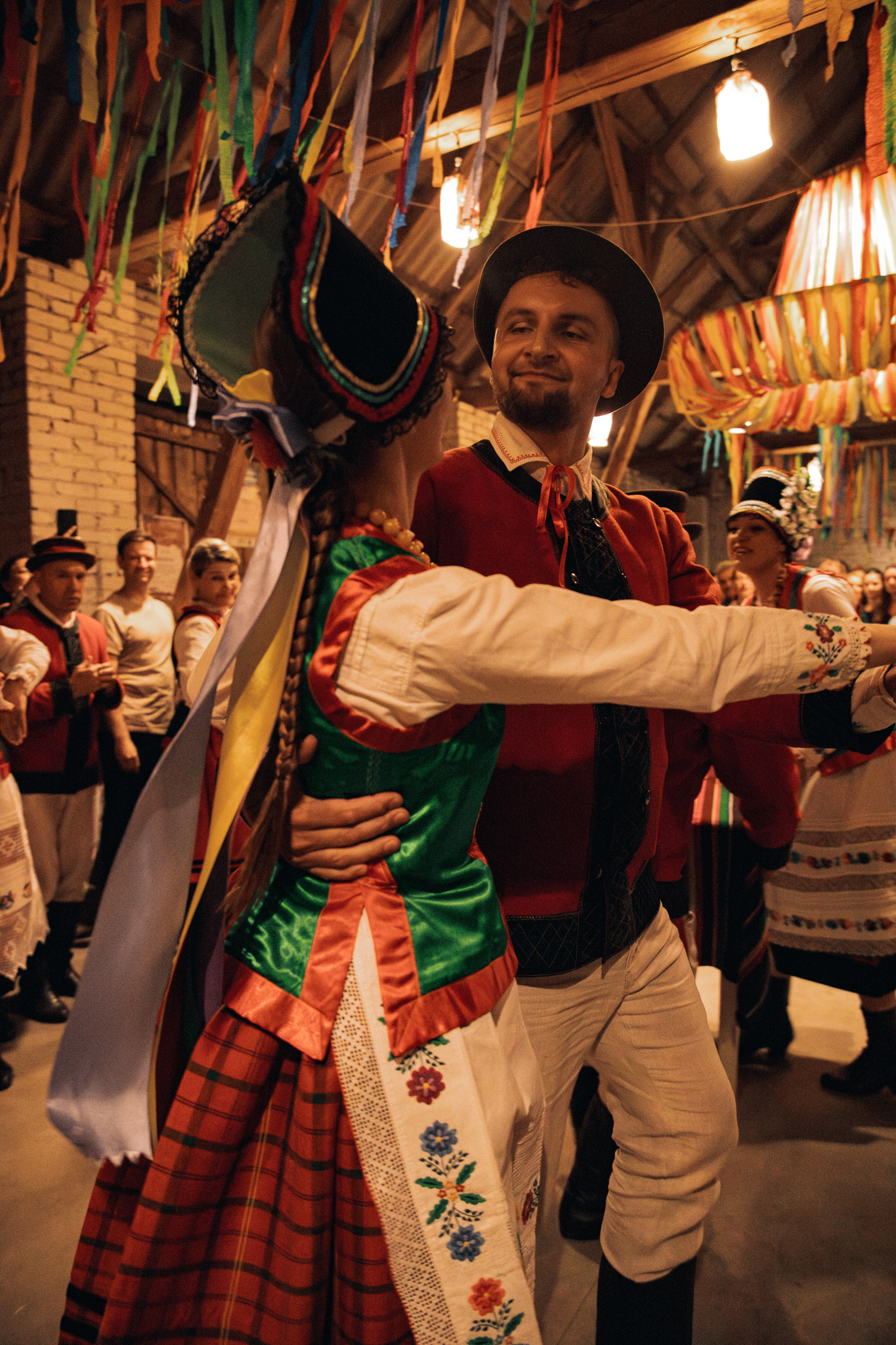
Para tańcząca powolniaka podczas weselnej zabawy gonienie po zastolu

Powolniak – polski taniec ludowy należący do tańców regionalnych kurpiowskich.

## Charakterystyka
Jest jednym z bardziej znanych i najtrudniejszych tańców z Puszczy Zielonej, ale i w Polsce. Jest dwuczęściowy, wykonywany w parach do muzyki instrumentalnej bez śpiewu. Tańczony jest, przeciwnie do nazwy, bardzo szybko (to jeden z najszybszych tańców ludowych w Polsce). Charakteryzuje go polirytmia – wykonywanie kroków w metrum nieparzystym do dwumiarowej muzyki (dzielenie na 3/4 lub 2/4). W rezultacie, dzięki temu, że tancerka wykonuje kroki z niewielkim opóźnieniem w stosunku do tancerza, powstaje swego rodzaju taniec w kanonie.
Zalicza się go do tańców wirowych, choć składa się z części korowodowej i wirowej. Tańczyć może dowolna liczba par. Tańczy się w kole. Na początku wszystkie pary ustawiają się jedna za drugą, drepcząc nogami w miejscu. Od tego powolnego szykowania się do tańca pochodzi nazwa tańca. Taniec składa się z kulejącego szybkiego chodu, po którym następuje dynamiczne wirowanie. Obroty są energiczne. Często tańczy jedna para, a pozostałe czekają na swoją kolej, podziwiając tańczących. Po solowych popisach wszystkie pary wirują w kole. Czasami podczas obrotu w prawo tancerz wykonuje przyklęk na jedno kolano. Taniec kończy się podwójnym lub potrójnym przytupem. Czasem zaakcentowane zakończenie połączone jest z hołubcem (uderzeniem piętą o piętę) albo obróceniem partnerki. Potem wraca się do dreptania w miejscu.
O kunszcie tańczących świadczy, jak twierdzono na Kurpiach, umiejętność utrzymania na głowie szklanki z wodą. Mówi się, że powolniaka się fruwa, ponieważ najlepsi tancerze i tancerki tańczą go bardzo lekko i szybko. Tańczono go na weselach (szczególnie podczas zabawy gonienie po zastolu) i potańcówkach. Często grano go na koniec zabawy.
Taniec jest podobny do polki bez nogę z Podkarpacia. Upowszechnił się w Polsce prawdopodobnie jako zapożyczenie ze Szwecji. 